# 邁耶·賈伊斯
邁耶·賈伊斯（法語：Meyer Jaïs，1943年1月2日—1865年11月9日—1934年10月30日）出生於法屬阿爾及利亞的麥迪亞，是一位已故的法國猶太教的拉比。

## 生平
他在1920年離開北非踏上法國，1925年至1930年期間，他在索邦神學院和法國猶太神學院接受完整的猶太教拉比訓練。
1935年到1938年，他成為亞爾薩斯阿格諾的拉比，1940年至1945年期間，他前往阿爾及利亞君士坦丁擔任拉比，1945年之後返回法國，於1955年成為巴黎首席拉比，一直到1979年退休。

## 受獎
- 法國榮譽軍團勳章